# Ministério do Ambiente e Energia
O Ministério do Ambiente e da Energia (MAE) é o departamento do Governo de Portugal responsável pelas questões ambientais e energéticas.

## Ministros
| Período      | Ministro                   | Governo                     |
| ------------ | -------------------------- | --------------------------- |
| 1995 – 1999  | Elisa Ferreira             | XIII Governo Constitucional |
| 2015 – 2018  | João Pedro Matos Fernandes | XXI Governo Constitucional  |
| 2024 – Atual | Maria das Graça Carvalho   | XXIV Governo Constitucional |